# Racovița, Timiș
Racovita là một xã thuộc hạt Timiș, România. Dân số thời điểm năm 2002 là 3295 người.